# Johan Steevens
Johan Steevens (22 oktober 1969 – 8 mei 2025) was een Nederlands gitarist en zanger.
Steevens begon pas in 1987 met een serieuze muziekbeleving; hij richtte met twee anderen de Beatbusters op. Nadruk ligt in het spelen van ska, dat toen bezig was met een opmars in Nederland. Onder meer Doe Maar speelde toen in dat genre. Het genre werd destijds ook populair op de Nederlandse radio en Steevens pikte het aldaar op. Hij kocht een gitaar en ging aan de slag. Van een (beroeps)opleiding tot gitarist is vooralsnog niets bekend. Beatbusters zou niet bekend worden vanwege hun output, maar door hun optredens in binnen- en buitenland. Naar zeggen was bassist Henny Vrienten een grote fan van de band. 
Ze werden zo bekend, dat ze in 1996 op Lowlands mochten optreden. Vlak daarna begon een samenwerking met Osdorp Posse. Grootste bekendheid kregen Steevens en Beatbusters met hun samenwerking met Def P voor het album Aangenaam en single Bubbelbad. Er volgden optredens op Pinkpop en Appelpop.
In 2003 richtte hij J-Stars op, maar keerde in 2014 terug naar de Beatbusters, dan onder de naam BB’87.
Laatstbekende woonplaats was Ingen. Hij werd 55 jaar.